# David Frost (Diplomat)

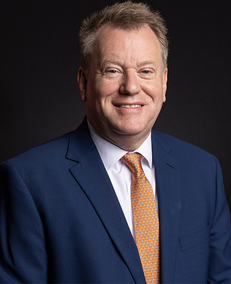
Lord Frost, 2021

David George Hamilton Frost, Baron Frost CMG (* 21. Februar 1965 in Derby, England) ist ein britischer Diplomat und Politiker der Conservative Party. Er gilt als Vertrauter von Premierminister Boris Johnson und führte 2020 die Austrittsverhandlungen zwischen dem Vereinigten Königreich und der Europäischen Union.
Johnson hat Frost zum 1. März 2021 in das Kabinett Boris Johnson II berufen als Minister für die „Koordination der Beziehungen zu den EU-Institutionen und den 27 Mitgliedstaaten“. Am 18. Dezember 2021 reichte er seinen Rücktritt ein. Seine Aufgaben wurden Außenministerin Liz Truss übertragen.

## Laufbahn
Frost war von 2006 bis 2008 Botschafter des Vereinigten Königreichs in Dänemark. Es folgten Stationen beim Foreign and Commonwealth Office (2008–2010) und beim Department for Business, Innovation and Skills (2010–2013). 2013 verließ er den diplomatischen Dienst; er wurde CEO der Scotch Whisky Association. Seit 2016 ist er ein Zunftmitglied der Distillers’ Company.
Nachdem Boris Johnson 2016 Außenminister im Kabinett May I geworden war, berief er Frost zu seinem 'special adviser'. Frost hatte diesen Posten bis zu Johnsons Rücktritt im Juli 2018.
Anfang 2019 wurde Frost CEO der London Chamber of Commerce & Industry.
Am 28. Juni 2020 kündigte Johnson an, Frost zum UK National Security Adviser zu ernennen (als Nachfolger von Lord Sedwill). Dies wurde von vielen Seiten kritisiert, unter anderem von der ehemaligen Premierministerin Theresa May. Am 12. August 2020 ernannte Königin Elisabeth II. Frost als Baron Frost, of Allenton in the County of Derbyshire, zum Life Peer. Er ist dadurch auf Lebenszeit Mitglied des House of Lords, in das er am 8. September eingeführt wurde. Seine Anrede seitdem ist „Lord Frost“.
David Quarrey wurde im September 2020 zum interimistischen National Security Adviser berufen; Frost führte bis Ende 2020 die Verhandlungen über den Austritt Großbritanniens aus der EU.

### Rücktritt
Am 18. Dezember 2021 reichte Frost seinen Rücktritt als Brexit-Minister ein. In einem Brief an Premierminister Boris Johnson äußerte er die Ansicht, dass der „Brexit jetzt gesichert“ sei, dass er aber Sorgen wegen der künftigen politischen Ausrichtung habe. Frost äußerte die Hoffnung, dass das Vereinigte Königreich so schnell wie möglich die Umwandlung in eine „deregulierte, unternehmerisch geprägte Niedrigsteuer-Wirtschaft am Puls der modernen Wissenschaft und des wirtschaftlichen Wandels“ (a lightly regulated, low-tax, entrepreneurial economy, at the cutting edge of modern science and economic change) bewerkstelligen werde. Die Geschichte habe gezeigt, dass Gesellschaften, die diesen Weg einschlügen, wüchsen und gediehen. Abschließend äußerte er die Hoffnung, dass die COVID-19-bedingten Einschränkungen so bald wie möglich wieder aufgehoben würden. 
Seit Dezember 2021 verbreitet sich allerdings die hochansteckende Omikron-Variante in Großbritannien; die britische Regierung erwägt neue Einschränkungen. Am Tag von Frosts Rücktritt wurden rund 90.000 positive Tests auf SARS-CoV-2 registriert; drei Wochen zuvor waren es rund 40.000.